# Bert Blase
Adriaan Bert Blase (Eindhoven, 14 april 1959) is een Nederlands politicus, bestuurder en schrijver.

## Biografie
Blase groeide op in Eindhoven. Zijn vader werkte bij Philips. Toen hij anderhalf was pleegde zijn vader suïcide en runde zijn moeder in haar eentje een huishouden van vijf kinderen. Hij ging naar het vwo waar hij uitblonk in b-vakken. Hij studeerde natuurwetenschappen aan de Landbouwuniversiteit Wageningen maar heeft deze niet afgerond.
In de jaren tachtig was Blase werkzaam als cursusleider en gezondheidsvoorlichter. In 1990 publiceerde hij enkele boeken over psychologie en spirituele zaken. In datzelfde jaar werd hij coördinator patiëntenvoorlichting van het Beatrixziekenhuis in Gorinchem.
In 1992 presenteerde Blase zich als de partijvoorzitter van de mede door hem opgerichte Partij voor Maatschappelijke Vernieuwing (PMV). Eind 1993 gaf hij zijn functie van voorlichter bij het ziekenhuis op om bij de Tweede Kamerverkiezingen van mei 1994 lijsttrekker te worden van de partij, die inmiddels De Nieuwe Partij heette. Deze partij kreeg onvoldoende stemmen, en kwam dus niet in de Tweede Kamer.
Daarna werd Blase persvoorlichter van de Tweede Kamerfractie van de Unie 55+. Bertus Leerkes, het enige Tweede Kamerlid van die partij, heeft nog z'n best gedaan om hem bij de verkiezingen vier jaar later als derde op de kandidatenlijst van AOV/Unie 55+ te krijgen maar de leden stemden in september 1997 tegen omdat hij met toen 38 jaar te jong werd bevonden voor een ouderenpartij. Daarna stapte hij over naar de PvdA.
In 1998 werd Blase gemeenteraadslid voor die partij in Papendrecht waar hij later tevens fractievoorzitter was. Daarnaast maakte hij van 1998 tot 2002 deel uit van het managementteam bij de Unie van Waterschappen. Vervolgens was hij vijf jaar lid van de directieraad van de gemeente Dordrecht. In 2007 ging hij werken als interim-gemeentesecretaris van Alblasserdam, wat hij een tijdlang combineerde met de functie van algemeen directeur van de Drechtsteden. Op 2 november 2009 werd hij burgemeester van Alblasserdam.
Blase was tot 2014 vicevoorzitter van het Drechtstedenbestuur, het samenwerkingsverband waaraan de gemeente Alblasserdam deelneemt. Zijn portefeuille was 'netwerkbestuur en -organisatie'. Hij was lid van het bestuur van de Vereniging Zuid-Hollandse gemeenten, voorzitter van het bestuur van het Johan de Wittgymnasium, lid van het presidium van de PvdA, waardoor hij regelmatig voorzitter is van het ledencongres en vicevoorzitter van de stichting Sympany.
In april 2012 werd hij naast burgemeester van Alblasserdam tevens waarnemend burgemeester van Hardinxveld-Giessendam tot 2014. Van augustus 2014 tot januari 2017 was hij waarnemend burgemeester van Vlaardingen. Met ingang van 20 februari 2017 werd hij waarnemend burgemeester van Heerhugowaard. Op 1 januari 2022 is de gemeente Heerhugowaard samen met de gemeente Langedijk gefuseerd tot de gemeente Dijk en Waard en daarmee kwam er een eind aan het ambt van waarnemend burgemeester in Heerhugowaard. 
Eind 2018 werd bekend dat hij wederom betrokken was bij de oprichting van een nieuwe politieke partij: 'Code Oranje'. Ze beschouwen zichzelf niet als een politieke partij maar als een beweging en mikten op een aantal zetels in de Provinciale Staten en daarna ook een aantal zetels in de Eerste Kamer. Bij de vier provincies waar de beweging in 2019 meedeed behaalde ze echter geen enkele zetel. In 2023 werd hij als verkenner aangesteld in Midden-Delfland om een advies uit te brengen voor de vorming van een nieuw college.
Blase is gehuwd en vader van vier kinderen, van wie er één op driejarige leeftijd overleden is, en opvoeder van drie stiefkinderen.